# Бен Гоз
Бен Гоз (англ. Ben Hawes, 28 липня 1980) — британський хокеїст на траві.
Учасник Олімпійських Ігор 2004, 2008, 2012 років.
Срібний призер Трофею чемпіонів 2010 року.
Чемпіон Європи 2009 року.